# Triatlo nos Jogos Pan-Americanos de 2011
O triatlo nos Jogos Pan-Americanos de 2011 foi disputado no dia 23 de outubro no Terminal Marítimo API, em Puerto Vallarta, no México. Contou com as provas individual feminina e masculina num total de 65 atletas participantes.

## Calendário
| Outubro | 13 | 14 | 15 | 16 | 17 | 18 | 19 | 20 | 21 | 22 | 23 | 24 | 25 | 26 | 27 | 28 | 29 | 30 |
| ------- | -- | -- | -- | -- | -- | -- | -- | -- | -- | -- | -- | -- | -- | -- | -- | -- | -- | -- |
| Triatlo |    |    |    |    |    |    |    |    |    |    | 2  |    |    |    |    |    |    |    |

|  | Dia de competição |  | Dia de final |

## Medalhistas
| Evento             | Ouro                             | Prata                            | Bronze                      |
| ------------------ | -------------------------------- | -------------------------------- | --------------------------- |
| Masculino detalhes | Reinaldo Colucci BRA Brasil      | Manuel Huerta USA Estados Unidos | Brent McMahon CAN Canadá    |
| Feminino detalhes  | Sarah Haskins USA Estados Unidos | Bárbara Riveros CHI Chile        | Pâmella Oliveira BRA Brasil |

## Quadro de medalhas
| Ordem | País               | Medalha de ouro | Medalha de prata | Medalha de bronze |   |
| ----- | ------------------ | --------------- | ---------------- | ----------------- | - |
| 1     | USA Estados Unidos | 1               | 1                |                   | 2 |
| 2     | BRA Brasil         | 1               |                  | 1                 | 2 |
| 3     | CHI Chile          |                 | 1                |                   | 1 |
| 4     | CAN Canadá         |                 |                  | 1                 | 1 |
| TOTAL | TOTAL              | 2               | 2                | 2                 | 6 |